# Lista țărilor din Oceania în funcție de suprafață

Lista țărilor din Oceania în funcție de suprafață este o listă a țărilor din Oceania în funcție de suprafața teritoriului național. Lista include state suverane și teritorii dependente bazate pe standardul ISO 3166-1 al Organizației Internaționale de Standardizare. 
Australia este cea mai mare țară din Oceania, în timp ce Nauru este cea mai mică, fiind de asemenea cea mai mică țară insulară din lume.
Sortarea este în ordine descrescătoare a suprafețelor fiecărei țări sau teritoriu din Oceania.
|     | Țară/Teritoriu                           | Pondere din total | Suprafață | Note  |
| %   | Țară/Teritoriu                           | km2               |           | Note  |
|     |                                          |                   |           |       |
| --- | ---------------------------------------- | ----------------- | --------- | ----- |
|     | TOTAL                                    | 100%              | 8.935.502 |       |
| 1   | Australia                                | 86,1%             | 7.692.024 |       |
| 2   | Papua Noua Guinee                        | 5,2%              | 462.840   |       |
| 99  | Noua Guinee Occidentală (Indonezia)      | 4,7%              | 416.060   | [ 2 ] |
| 3   | Noua Zeelandă                            | 3,0%              | 268.107   |       |
| 4   | Insulele Solomon                         | 0,3%              | 28.896    |       |
| 99  | Noua Caledonie (Franța)                  | 0,2%              | 19.100    |       |
| 5   | Fiji                                     | 0,2%              | 18.272    |       |
| 99  | Hawaii (Statele Unite)                   | 0,1%              | 16.638    | [ 3 ] |
| 6   | Vanuatu                                  | 0,1%              | 12.189    |       |
| 99  | Polinezia Franceză (Franța)              | 0,04%             | 3.687     |       |
| 7   | Samoa                                    | 0,03%             | 2.842     |       |
| 8   | Tonga                                    | 0,01%             | 747       |       |
| 9   | Kiribati                                 | 0,01%             | 726       |       |
| 10  | Statele Federate ale Microneziei         | 0,01%             | 702       |       |
| 99  | Guam (Statele Unite)                     | 0,01%             | 541       |       |
| 11  | Palau                                    | 0,01%             | 459       |       |
| 99  | Insulele Mariane de Nord (Statele Unite) | 0,01%             | 457       |       |
| 99  | Niue (Noua Zeelandă)                     | 0,003%            | 260       |       |
| 99  | Insulele Cook (Noua Zeelandă)            | 0,003%            | 236       |       |
| 99  | Samoa Americană (Statele Unite)          | 0,002%            | 199       |       |
| 12  | Insulele Marshall                        | 0,002%            | 181       |       |
| 99  | Insula Paștelui (Chile)                  | 0,002%            | 163       | [ 4 ] |
| 99  | Wallis și Futuna (Franța)                | 0,002%            | 142       |       |
| 99  | Insula Crăciunului (Australia)           | 0,002%            | 135       | [ 5 ] |
| 99  | Insula Norfolk (Australia)               | 0,0004%           | 36        |       |
| 13  | Tuvalu                                   | 0,0003%           | 26        |       |
| 14  | Nauru                                    | 0,0002%           | 21        |       |
| 99  | Insulele Cocos (Australia)               | 0,0002%           | 14        | [ 6 ] |
| 99  | Tokelau (Noua Zeelandă)                  | 0,0001%           | 12        |       |
| 99  | Insulele Pitcairn (Regatul Unit)         | 0,0001%           | 5         |       |